# مجتبي تقوي
مجتبي تقوي (بالفارسية: مجتبی تقوی) هو لاعب كرة قدم ومدرب كرة قدم إيراني في مركز الهجوم، ولد في 2 فبراير 1968 في كرج في إيران. لعب مع نادي سايبا ونادي نفط مسجد سليمان.